# Inmunidad diplomática (novela)
Inmunidad diplomática es una novela de ciencia ficción escrita por la estadounidense Lois McMaster Bujold, y ambientada en el universo de la serie de Miles Vorkosigan, un aristócrata minusválido del planeta Barrayar.
La saga cuenta ya con 15 títulos.

## Argumento

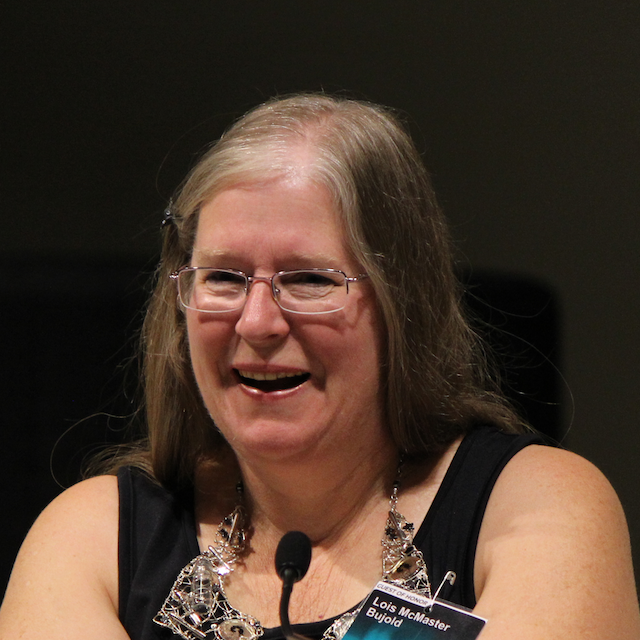
Lois McMaster Bujold en Finncon 2012 en Tampere, Finlandia.

Miles y su esposa Ekaterin regresan de su luna de miel, y en casa les espera el nacimiento de sus dos primeros hijos (desarrollados, como es costumbre, en un útero artificial). Sin embargo Miles, como auditor imperial, debe dirigirse a la Estación Graf, donde una flota Barrayaresa ha sido detenida y un miembro de la escolta ha desaparecido, ha sido asesinado o ha desertado, creando un serio conflicto diplomático. En la estación habitan quadrúmanos; seres modificados genéticamente para disponer de cuatro brazos en lugar de brazos y piernas (que ya hicieran su aparición en En caída libre). También se encontrará allí con Bel Thorne, un viejo conocido de cuando Miles poseía la segunda identidad de Almirante Naismith.

## Cronología
Las fechas de publicación de los distintos relatos de la saga de Miles Vorkosigan no se corresponden con el orden cronológico interno de la trama. Dentro de la serie, este relato se encuentra:
| Precedido por:               | Serie:                    | Seguido por: |
| ---------------------------- | ------------------------- | ------------ |
| Regalos de Feria de Invierno | Serie de Miles Vorkosigan | Criopolis    |